# Премія Фенеона
Премія Фенео́на — літературна премія, створена у Франції 1949 року. Щорічно її присуджують двом лауреатам: молодому письменнику та молодому художнику чи скульптору у віці 35 років та більше, які не мають великих статків — аби допомогти їм продовжити літературну або художню освіту.
Премія заснована на капіталі, який заповіла Паризькому університету вдова мистецтвознавця та колекціонера Фелікса Фенеона після продажу зібраної ним колекції картин. Журі очолює ректор Паризького університету.

## Лауреати

### Письменники
- 1949 — Мішель Курно, «Мартиніка»
- 1950 — Альфред Керн, «Втрачений сад»; Селу Араско, «Берег зловмисників»
- 1951 — Клод Руа, «Малолітній поет»; Беатріс Бек, «Неправильна смерть»; Мішелін Пейребонн, «Їхній брудний жаль»
- 1952 — Мішель Вінавер, «Відмовник»;
- 1953 — Мухаммед Діб, «Великий дім»; Франсіс Жансон, «Монтень, намальований ним самим»; Клод Леві, «Правдива історія»
- 1954 — Ален Роб-Ґріє, роман «Ластики»; Жан-Люк Дежан, «Крадії бідних»; Альбер Меммі, «Соляна статуя»
- 1955 — Жан Давід, «Перевали тиші»; Марсель Альман, «Подвиги великого Сапати»; Робер Дроге, «Фемінер»; П'єр Остер, «Травневе поле»
- 1956 — Домінік Вазей, «Дорога до моря»; Франсуа Клеман, «Неслухняний син»; Жорж Коншон, «Військові почесті»
- 1957 — Мішель Бютор, роман «Розклад»; Мішель Брайтман, «Людина з чайками»; Жак Бан, «Прожита пісня»; Лоран Ла Пре, «Сурма янголів»
- 1958 — Філіп Соллерс, «Виклик»; Жан-Франсуа Ревель, «Чому філософи?»; Жак Куссо, «Сірий собака»
- 1959 — Арман Гатті, «Чорна отрута»; Жан Фортон, «Попіл в очах»; Робер Віньо, «Анатомічні малюнки»; Жан Франшетт, «Архіпелаг»
- 1960 — Домінік Даге, «Сонце і Місяць»; Сюзанна Мартен, «Вулиця живих»; Ів Велан, роман «Я»
- 1961 — Жан Тібодо, "Королівська церемоні"я; Жан Ложьє, «Les bogues»; Мішель Дегі, «Фрагменти кадастру»
- 1962 — Жак Сергін, «Святі невинні»; Ноель Катрепуа, «Щоденник людської істоти»; Стефен Журден, «Це життя мене любить»
- 1963 — Жан Жільбер, «Дитина і збруя»; Марселіна Плейне «Тимчасові коханці негрів»; Жан-Філіпп Салабрей, «Вірші мого урожаю»
- 1964 — Жанін Сегель, «Злітає зелений дятел»; Клод Дюран, «Інше життя»
- 1965 — Дені Рош, «Крихітні ідеї міс Еланіз»; П'єр Феґа, «Галера з трояндового дерева»; Нікола Генка, «Жанна сором'язлива»
- 1966 — Клод Фессаге, «Бенефіс сумніву»; Жан Рікарду, «Константинопольська проза»
- 1967 — Дідьє Мартен, «Захід днів»; Ів Веко, «Маленька заковтнута книжка»
- 1968 — Жак Рубо, роман «£»
- 1969 — Патрік Модіано, «Площа Зірки»
- 1970 — Анжело Рінальді, «Ложа губернатора»
- 1971 — Жан Ріста, «Про державний переворот в літературі»
- 1972 — Клод Фаражжі, «Знак звіра»
- 1973 — Жан-Марк Робер, «Субота, неділя та святкові дні»
- 1974 — Паоло Кейнег, «Загальні місця»
- 1975 — Анрі Рачимов, «Захоплення»
- 1976 — Мішель Фалемпен, «Письмо йде в маси»
- 1977 — Дені Дюпарк (псевдонім Рено Камю), «Обмін»
- 1978 — Матьє Бенезе, «Імітація»
- 1979 — Марк Гвійон, «Принцип самотності»
- 19802 — Жан Ешноз, роман «Грінвицький меридіан»
- 1981 — Жан-Марі Лаклаветін, «Замуровані»
- 1982 — Жан-Луї Ю, «Кіт у всіх своїх станах»
- 1983 — Бернар Візаж, «У країні карликів»
- 1984 — Жіль Карпентьє, «Манускрипти борсука»
- 1985 — Ерве Гібер, «Сліпці»
- 1986 — Жіль Кенсан, «Затемнення»
- 1987 — Лоранс Гійон, «Цар Ірод»
- 1988 — Бенуа Конор, роман «Острову, що прийде», Клод Арно, роман «Шамфор»
- 1989 — Ерік Ольдер, «Duo forte»
- 1990 — Патрик Каюзак, роман «Мова мавпи»
- 1991 — Аньєс Мінаццолі, роман «Перша тінь»
- 1992 — Тьєрі Лаже, роман «Ірис»
- 1993 — Ерік Шевіяр, роман «Туманність Краба»
- 1994 — Анна Гропірон, роман «Empyrée»
- 1995 — Ерік Лорран, «Удар грому»
- 1996 — Беатріс Лека, роман «Техніка мармуру»
- 1997 — Лінда Ле, роман «Три парки»
- 1998 — Арно Осередчук, роман «59 прелюдів очевидного»
- 2000 — Лоран Мовіньє, «Далеко від них»
- 2001 — Бессора, роман «Чорнильні плями»
- 2002 — Тангі Віель, роман «Абсолютна довершеність злочину»
- 2003 — Клеманс Булук, «Смерть тиші»
- 2004 — Ольга Лосскі, роман «Реквієм для цвяха»
- 2005 — Гафід Агун, роман «Варіанти майбутнього» («Les Avenirs»)
- 2006 — Іван Фаррон, роман «Недоречні переїзди»
- 2007 — Грегуар Поле, роман «Їхні вражаючі життя»
- 2008 — Жан-Батист Дель Амо, роман «Виховання лібертена»
- 2010 — Полін Кляйн, роман «Аліса Кан»
- 2011 — Жустін Оґіє, роман «У порядку з ніччю» («En règle avec la nuit»)
- 2012 — Гійом Луе за видання «Критичних творів» Жана Жозе Маршана
- 2013 — Тома Оге, збірка віршів «До Байкалу»
- 2014 — не присуджували —
- 2015 — Мігель Бонфуа, «Подорож Октавіо» («Le Voyage d'Octavio»)
- 2016 — Коломба Бонсенн, «Як сніг» («Comme neige»)